# Banquo
Banquo es un personaje de la obra de William Shakespeare, Macbeth, de 1606. Era amigo del villano de la obra, Lord Macbeth. Banquo era el señor de Lochaber y fue asesinado por encargo de Macbeth para que no se interpusiera en el camino de este hacia el trono. Su hijo, Fleance, estaba con él durante el ataque, pero logró sobrevivir.